# Psila macra
Psila macra är en tvåvingeart som beskrevs av Shatalkin 2000. Psila macra ingår i släktet Psila och familjen rotflugor.
Artens utbredningsområde är Mongoliet. Inga underarter finns listade i Catalogue of Life.